# Markus Heikkinen
Markus Heikkinen (Katrineholm, 13 ottobre 1978) è un ex calciatore finlandese,  di ruolo centrocampista.
Ricopriva il ruolo di centrocampista difensivo.

## Palmarès
- Campionato austriaco: 1

Rapid Vienna: 2007-2008